# 秀島正芳
秀島 正芳（ひでしま まさよし、1982年4月27日 - ）は、日本のスポーツトレーナー。大阪府大阪市出身。日本体育大学卒業。
愛称は「鬼教官」

## 来歴
1982年4月27日、大阪府大阪市に生まれる。近畿大学附属高校から日本体育大学体育学部体育学科に進学。
日本体育大学在学中に手首の研究をし、2009年腱鞘炎で苦しんでいたプロゴルファーの高山忠洋と契約し、2010年サンクロレラクラシックで復活優勝。翌2011年年間2勝と国内賞金ランキング2位と躍進。高山本人から「手首のスペシャリスト」と紹介される。
2013年は谷原秀人と契約し、三井住友VISA太平洋マスターズで3年ぶりの優勝に貢献。
2014年からプロゴルファーの松山英樹の指導。2016年には当時阪神タイガースに在籍していた西岡剛の指導をしていた。
2017年当時日本ハムファイターズの中田翔、西川遥輝らが秀島の門下生になる。
2022年中田に弟子入りしている秋広優人も門下生になる。

## 人物・エピソード
ニックネームの「鬼教官」は西岡剛が名付けた。
公式プロフィールで身長183cm、体重100kgとされている中田翔の体を楽々持ち上げている。

## 作品

### DVD
- プロアスリート帯同トレーナーが教える「超要筋トレーニング」～スポーツ動作向上メソッド～[16]

## 出演

### ラジオ
- 鬼教官とミンチのスポーツよもやま話（和歌山放送）